# 朱军 (少将)
朱军（1908年—1999年），中国人民解放军将领、中国人民解放军开国少将。
原名朱大鹏，河北蓟县人。曾任海军快艇学校政委，海军工程学院院长，海军指挥学院院长。1955年，授予中国人民解放军少将，在旧二十九军中和中央特科从事地下工作，1927年入党，1937年入延安马列学院学习，抗日战争时期在八路军总部负责友军的情报工作，第二次国共内战期间赴东北，曾任四野纵队副参谋长、师长，参加了接受国民党海军起义“重庆”号。。